# Monoxenus insularis
Monoxenus insularis är en skalbaggsart som beskrevs av Stefan von Breuning 1939. Monoxenus insularis ingår i släktet Monoxenus och familjen långhorningar. Inga underarter finns listade i Catalogue of Life.